# Boliviaans voetbalelftal in 1993
Het Boliviaans voetbalelftal speelde in totaal 21 officiële interlands in het jaar 1993, waaronder drie wedstrijden bij de strijd om de Copa América in Ecuador. La Verde ("De Groenen") wist zich tot veler verrassing te plaatsen voor de WK-eindronde in de Verenigde Staten. De ploeg stond onder leiding van de Baskische bondscoach Xabier Azkargorta, de opvolger van de eind 1991 opgestapte Ramiro Blacutt. Historisch was vooral de 2-0 zege op grootmacht Brazilië op 25 juli, waarmee Bolivia een belangrijke stap zette op weg naar de eindronde. Critici stelden dat de Bolivianen vooral profiteerden van het feit dat alle thuiswedstrijden werden gespeeld in het Estadio Hernando Siles in La Paz, dat op een hoogte van liefst 3640 meter gelegen is. Door de ijle lucht zouden tegenstanders in de slotfase kampen met een zuurstofschuld. De ploeg speelde 22 december ook een officieuze wedstrijd tegen een Baskische selectie in San Sebastian, die met 3-1 werd verloren door goals van Julen Guerrero en Julio Salinas (2). Jaime Moreno scoorde voor Bolivia. Op de in 1993 geïntroduceerde FIFA-wereldranglijst steeg Bolivia in 1993 van de 59ste (augustus 1993) naar de 58ste plaats (december 1993).

## Balans
| Wedstrijden | Wedstrijden | Wedstrijden | Wedstrijden | Doelpunten | Doelpunten | Doelpunten | Punten |
| Gespeeld    | Winst       | Gelijk      | Verlies     | Voor       | Tegen      | Saldo      | Punten |
| ----------- | ----------- | ----------- | ----------- | ---------- | ---------- | ---------- | ------ |
| 21          | 7           | 7           | 7           | 32         | 24         | +8         | 1.000  |

## Interlands
|                                                       |                                                                  |       |                   |                                                                                  |
| 29 januari Vriendschappelijk № 189 «onderlinge duels» | Bolivia                                                          | 3 – 1 | Honduras          | Estadio Félix Capriles, Cochabamba Toeschouwers: 15.000 Scheidsrechter: onbekend |
| 29 januari Vriendschappelijk № 189 «onderlinge duels» | Gustavo Quinteros 4' Johnny Villarroel 57' Johnny Villarroel 75' |       | 24' Nicolás Suazo | Estadio Félix Capriles, Cochabamba Toeschouwers: 15.000 Scheidsrechter: onbekend |

|                                                     |                        |       |         |                                                                                      |
| 3 maart Copa Paz del Chaco № 190 «onderlinge duels» | Paraguay               | 1 – 0 | Bolivia | Estadio Defensores del Chaco, Asunción Toeschouwers: 25.000 Scheidsrechter: onbekend |
| 3 maart Copa Paz del Chaco № 190 «onderlinge duels» | Felipe Nery Franco 89' |       |         | Estadio Defensores del Chaco, Asunción Toeschouwers: 25.000 Scheidsrechter: onbekend |

|                                                     |                                       |       |                                           |                                                                               |
| 12 maart Vriendschappelijk № 191 «onderlinge duels» | El Salvador                           | 2 – 2 | Bolivia                                   | Estadio Cuscatlán, San Salvador Toeschouwers: 10.000 Scheidsrechter: onbekend |
| 12 maart Vriendschappelijk № 191 «onderlinge duels» | Raúl Díaz Arce 41' Raúl Díaz Arce 72' |       | 33' Johnny Villarroel 88' Ramiro Castillo | Estadio Cuscatlán, San Salvador Toeschouwers: 10.000 Scheidsrechter: onbekend |

|                                                     |          |       |         | |
| 14 maart Vriendschappelijk № 192 «onderlinge duels» | Honduras | 0 – 0 | Bolivia | Estadio Francisco Morazán, San Pedro Sula Toeschouwers: 12.178 Scheidsrechter: Argelio Sabillon (HON) |
| 14 maart Vriendschappelijk № 192 «onderlinge duels» |          |       |         | Estadio Francisco Morazán, San Pedro Sula Toeschouwers: 12.178 Scheidsrechter: Argelio Sabillon (HON) |

|                                                     |          |       |         |                                                                                      |
| 16 maart Vriendschappelijk № 193 «onderlinge duels» | Honduras | 0 – 0 | Bolivia | Estadio Nacional, Tegucigalpa Toeschouwers: 8.000 Scheidsrechter: José Ramírez (HON) |
| 16 maart Vriendschappelijk № 193 «onderlinge duels» |          |       |         | Estadio Nacional, Tegucigalpa Toeschouwers: 8.000 Scheidsrechter: José Ramírez (HON) |

|                                                     |                                              |       |                      |                                                                                        |
| 31 maart Vriendschappelijk № 194 «onderlinge duels» | Chili                                        | 2 – 1 | Bolivia              | Estadio Carlos Dittborn, Arica Toeschouwers: 9.580 Scheidsrechter: Enrique Marín (CHI) |
| 31 maart Vriendschappelijk № 194 «onderlinge duels» | Fabián Estay 59' (pen.) José Luis Sierra 70' |       | 61' Juan Carlos Rios | Estadio Carlos Dittborn, Arica Toeschouwers: 9.580 Scheidsrechter: Enrique Marín (CHI) |

|                                                   |                  |       |         |                                                                                |
| 23 mei Vriendschappelijk № 195 «onderlinge duels» | Verenigde Staten | 0 – 0 | Bolivia | Titan Stadium, Fullerton Toeschouwers: 12.178 Scheidsrechter: Brian Hall (USA) |
| 23 mei Vriendschappelijk № 195 «onderlinge duels» |                  |       |         | Titan Stadium, Fullerton Toeschouwers: 12.178 Scheidsrechter: Brian Hall (USA) |

|                                                    |                                       |       |                       |                                                                                             |
| 27 mei Copa Paz del Chaco № 196 «onderlinge duels» | Bolivia                               | 2 – 1 | Paraguay              | Estadio Félix Capriles, Cochabamba Toeschouwers: 12.000 Scheidsrechter: Enrique Marín (CHI) |
| 27 mei Copa Paz del Chaco № 196 «onderlinge duels» | Jaime Moreno 21' Juan Carlos Ríos 87' |       | 71' Virgilio Ferreira | Estadio Félix Capriles, Cochabamba Toeschouwers: 12.000 Scheidsrechter: Enrique Marín (CHI) |

|                                                   |                     |       |         |                                                                                 |
| 6 juni Vriendschappelijk № 197 «onderlinge duels» | Peru                | 1 – 0 | Bolivia | Estadio Nacional, Lima Toeschouwers: 5.000 Scheidsrechter: Luis Seminario (PER) |
| 6 juni Vriendschappelijk № 197 «onderlinge duels» | Andres González 22' |       |         | Estadio Nacional, Lima Toeschouwers: 5.000 Scheidsrechter: Luis Seminario (PER) |

|                                                    |                         |       |                                                           |                                                                                       |
| 13 juni Vriendschappelijk № 198 «onderlinge duels» | Bolivia                 | 1 – 3 | Chili                                                     | Estadio Hernando Siles, La Paz Toeschouwers: 17.165 Scheidsrechter: René Ortube (BOL) |
| 13 juni Vriendschappelijk № 198 «onderlinge duels» | Marco Antonio Sandy 48' |       | 16' José Luis Sierra 31' Marco Figueroa 56' Juan Castillo | Estadio Hernando Siles, La Paz Toeschouwers: 17.165 Scheidsrechter: René Ortube (BOL) |

| Copa América 1993 |
| ----------------- |

|                                                       |                       |       |         |                                                                                             |
| 17 juni Copa América Groep C № 199 «onderlinge duels» | Argentinië            | 1 – 0 | Bolivia | Estadio George Capwell, Guayaquil Toeschouwers: 16.000 Scheidsrechter: Arturo Angeles (USA) |
| 17 juni Copa América Groep C № 199 «onderlinge duels» | Gabriel Batistuta 53' |       |         | Estadio George Capwell, Guayaquil Toeschouwers: 16.000 Scheidsrechter: Arturo Angeles (USA) |

|                                                       |                             |       |                      |                                                                                      |
| 20 juni Copa América Groep C № 200 «onderlinge duels» | Colombia                    | 1 – 1 | Bolivia              | Estadio 9 de Mayo, Machala Toeschouwers: 11.000 Scheidsrechter: Márcio Rezende (BRA) |
| 20 juni Copa América Groep C № 200 «onderlinge duels» | Orlando Maturana 18' (pen.) |       | 14' Marco Etcheverry | Estadio 9 de Mayo, Machala Toeschouwers: 11.000 Scheidsrechter: Márcio Rezende (BRA) |

|                                                       |        |       |         |                                                                                               |
| 23 juni Copa América Groep C № 201 «onderlinge duels» | Mexico | 0 – 0 | Bolivia | Estadio Reales Tamarindos, Portoviejo Toeschouwers: 20.000 Scheidsrechter: Jorge Nieves (URU) |
| 23 juni Copa América Groep C № 201 «onderlinge duels» |        |       |         | Estadio Reales Tamarindos, Portoviejo Toeschouwers: 20.000 Scheidsrechter: Jorge Nieves (URU) |

|  |  |  |  |  |  |  |  |  |

|                                                  |                      |       | | |
| 18 juli WK-kwalificatie № 202 «onderlinge duels» | Venezuela            | 1 – 7 | Bolivia | Estadio Polideportivo Cachamay, Puerto Ordaz Toeschouwers: 12.000 Scheidsrechter: Berny Ulloa (CRC) |
| 18 juli WK-kwalificatie № 202 «onderlinge duels» | Oswaldo Palencia 14' |       | 25' Erwin Sánchez 37' Luis Ramallo 39' Luis Cristaldo 61' Luis Ramallo 64' Erwin Sánchez 68' Luis Ramallo 70' Erwin Sánchez | Estadio Polideportivo Cachamay, Puerto Ordaz Toeschouwers: 12.000 Scheidsrechter: Berny Ulloa (CRC) |

|                                                  |                                      |       |          |                                                                                        |
| 25 juli WK-kwalificatie № 203 «onderlinge duels» | Bolivia                              | 2 – 0 | Brazilië | Estadio Hernando Siles, La Paz Toeschouwers: 42.611 Scheidsrechter: Juan Escobar (PAR) |
| 25 juli WK-kwalificatie № 203 «onderlinge duels» | Alvaro Peña 88' Marco Etcheverry 89' |       |          | Estadio Hernando Siles, La Paz Toeschouwers: 42.611 Scheidsrechter: Juan Escobar (PAR) |

|                                                     |                                                        |       |                      |                                                                                         |
| 8 augustus WK-kwalificatie № 204 «onderlinge duels» | Bolivia                                                | 3 – 1 | Uruguay              | Estadio Hernando Siles, La Paz Toeschouwers: 44.576 Scheidsrechter: Iván Guerrero (CHI) |
| 8 augustus WK-kwalificatie № 204 «onderlinge duels» | Erwin Sánchez 71' Marco Etcheverry 81' Alvaro Peña 86' |       | 90' Enzo Francescoli | Estadio Hernando Siles, La Paz Toeschouwers: 44.576 Scheidsrechter: Iván Guerrero (CHI) |

|                                                      |                  |       |         |                                                                                        |
| 15 augustus WK-kwalificatie № 205 «onderlinge duels» | Bolivia          | 1 – 0 | Ecuador | Estadio Hernando Siles, La Paz Toeschouwers: 47.500 Scheidsrechter: Hernán Silva (CHI) |
| 15 augustus WK-kwalificatie № 205 «onderlinge duels» | Luis Ramallo 18' |       |         | Estadio Hernando Siles, La Paz Toeschouwers: 47.500 Scheidsrechter: Hernán Silva (CHI) |

|                                                      | |       |           |                                                                                         |
| 22 augustus WK-kwalificatie № 206 «onderlinge duels» | Bolivia | 7 – 0 | Venezuela | Estadio Hernando Siles, La Paz Toeschouwers: 40.000 Scheidsrechter: Sabino Farina (PAR) |
| 22 augustus WK-kwalificatie № 206 «onderlinge duels» | Luis Ramallo 8' Milton Melgar 58' Erwin Sánchez 69' Marco Sandy 75' Marco Etcheverry 78' Marco Etcheverry 82' Milton Melgar 90' |       |           | Estadio Hernando Siles, La Paz Toeschouwers: 40.000 Scheidsrechter: Sabino Farina (PAR) |

|                                                      |                                                                       |       |         |                                                                                      |
| 29 augustus WK-kwalificatie № 207 «onderlinge duels» | Brazilië                                                              | 6 – 0 | Bolivia | Estádio do Arruda, Recife Toeschouwers: 72.000 Scheidsrechter: Oscar Velásquez (PAR) |
| 29 augustus WK-kwalificatie № 207 «onderlinge duels» | Raí 12' Müller 18' Bebeto 22' Branco 36' Ricardo Gomes 44' Bebeto 60' |       |         | Estádio do Arruda, Recife Toeschouwers: 72.000 Scheidsrechter: Oscar Velásquez (PAR) |

|                                                       |                                               |       |                  |                                                                                               |
| 12 september WK-kwalificatie № 208 «onderlinge duels» | Uruguay                                       | 2 – 1 | Bolivia          | Estadio Centenario, Montevideo Toeschouwers: 58.000 Scheidsrechter: Armando Pérez Hoyos (COL) |
| 12 september WK-kwalificatie № 208 «onderlinge duels» | Enzo Francescoli 3' (pen.) Daniel Fonseca 51' |       | 23' Luis Ramallo | Estadio Centenario, Montevideo Toeschouwers: 58.000 Scheidsrechter: Armando Pérez Hoyos (COL) |

|                                                       |                  |       |                  |                                                                                           |
| 19 september WK-kwalificatie № 209 «onderlinge duels» | Ecuador          | 1 – 1 | Bolivia          | Estadio Monumental, Guayaquil Toeschouwers: 10.000 Scheidsrechter: John Toro Rendón (COL) |
| 19 september WK-kwalificatie № 209 «onderlinge duels» | Raúl Noriega 72' |       | 45' Luis Ramallo | Estadio Monumental, Guayaquil Toeschouwers: 10.000 Scheidsrechter: John Toro Rendón (COL) |

## FIFA-wereldranglijst
| AUGUSTUS | SEPTEMBER | OKTOBER | NOVEMBER | DECEMBER |
| -------- | --------- | ------- | -------- | -------- |
| 59       | 53        | 53      | 59       | 58       |

## Statistieken
| Carlos Trucco          | 1957-08-11 | Club Bolívar      | 11 | 0 | 0 | 13 | 0 |
| Darío Rojas            | 1960-01-20 | Oriente Petrolero | 10 | 2 | 0 | 12 | 0 |
| Marco Antonio Barrero  | 1962-01-26 | Club Bolívar      | 1  | 0 | 0 | 13 | 0 |
| Marcelo Torrico        | 1972-01-11 | The Strongest     | 0  | 1 | 0 |    |   |
| Verdediging            |            |                   |    |   |   |    |   |
| Luis Cristaldo         | 1969-08-31 | Club Bolívar      | 16 | 1 | 1 | 18 | 1 |
| Gustavo Quinteros      | 1965-02-15 | The Strongest     | 16 | 0 | 1 | 16 | 1 |
| Marco Antonio Sandy    | 1971-08-29 | Club Bolívar      | 15 | 0 | 2 | 15 | 2 |
| Juan Manuel Peña       | 1973-01-17 | Santa Fe          | 14 | 1 | 0 | 16 | 0 |
| Miguel Rimba           | 1967-11-01 | Club Bolívar      | 13 | 0 | 0 | 23 | 0 |
| Sergio Rivero          | 1963-12-06 | Real Santa Cruz   | 8  | 0 | 0 | 9  | 0 |
| Modesto Soruco         | 1966-02-12 | Club Blooming     | 7  | 3 | 0 | 14 | 0 |
| Marcos Francisquine    | 1966-11-21 | The Strongest     | 4  | 0 | 0 |    |   |
| Miguel Ángel Noro      | 1961-08-22 | Club Destroyers   | 2  | 0 | 0 | 11 | 0 |
| Roberto Pérez          | 1960-04-17 | Club San José     | 2  | 0 | 0 | 15 | 0 |
| Rafael Salguero        | 1969-02-17 | Jorge Wilstermann | 1  | 1 | 0 |    |   |
| William Ibáñez         | 1963-06-25 | Jorge Wilstermann | 1  | 0 | 0 |    |   |
| Iván Castillo          | 1970-07-11 | Club Bolívar      | 0  | 2 | 0 |    |   |
| Eduardo Jiguchi        | 1970-08-24 | Club Bolívar      | 0  | 1 | 0 | 6  | 0 |
| Jorge Monasterio       | 1968-05-08 | Oriente Petrolero | 0  | 1 | 0 |    |   |
| Middenveld             |            |                   |    |   |   |    |   |
| José Milton Melgar     | 1959-09-20 | Club Bolívar      | 21 | 0 | 3 | 55 | 5 |
| Carlos Borja           | 1956-12-25 | Club Bolívar      | 16 | 0 | 0 |    |   |
| Julio César Baldivieso | 1971-12-02 | Club Bolívar      | 15 | 0 | 0 | 21 | 0 |
| Marco Etcheverry       | 1970-09-26 | Colo-Colo         | 12 | 2 | 5 | 23 | 5 |
| Erwin Sánchez          | 1969-10-19 | Boavista          | 9  | 1 | 5 | 25 | 7 |
| Ramiro Castillo        | 1966-03-27 | CA Platense       | 8  | 2 | 1 |    |   |
| Francisco Takeo        | 1966-05-13 | Oriente Petrolero | 5  | 1 | 1 | 11 | 1 |
| Johnny Villarroel      | 1968-10-11 | The Strongest     | 4  | 7 | 3 | 11 | 3 |
| Juan Carlos Ríos       | 1972-05-11 | Ciclón Tarija     | 2  | 7 | 2 |    |   |
| Mario Pinedo           | 1964-01-09 | Oriente Petrolero | 2  | 5 | 0 |    |   |
| Serafín Gareca         | 1969-11-11 | The Strongest     | 1  | 2 | 0 |    |   |
| Vladimir Soria         | 1964-07-15 | Club Bolívar      | 1  | 1 | 0 |    |   |
| Pastor Aramayo         | 1966-12-25 | The Strongest     | 1  | 0 | 0 |    |   |
| Freddy Cossio          | 1967-03-01 | Club San José     | 1  | 0 | 0 |    |   |
| Mauricio Ramos         | 1969-09-23 | Club Destroyers   | 1  | 0 | 0 |    |   |
| José María Romero      | 1964-10-08 | Chaco Petrolero   | 1  | 0 | 0 |    |   |
| Hebert Arandia         | 1972-11-09 | Vlag van Bolivia  | 0  | 1 | 0 |    |   |
| Aanval                 |            |                   |    |   |   |    |   |
| Luis Ramallo           | 1963-07-04 | Club Destroyers   | 8  | 3 | 7 | 16 | 8 |
| Jaime Moreno           | 1974-01-19 | Santa Fe          | 6  | 4 | 1 | 12 | 1 |
| Álvaro Peña            | 1966-02-11 | Deportes Temuco   | 4  | 9 | 1 |    |   |
| Modesto Molina         | 1968-09-21 | Oriente Petrolero | 2  | 2 | 0 | 7  | 0 |
| Victor Hugo Antelo     | 1964-11-02 | Club San José     | 1  | 0 | 0 | 7  | 1 |

FBF · A-internationals · Selecties · Bondscoaches · Statistieken · Boliviaans vrouwenelftal · Olympisch elftal · Bolivia U21 · Bolivia U20 · Bolivia U19 · Bolivia U18 · Bolivia U17
1926–1949 · 
1950–1959 · 
1960–1969 · 
1970–1979 · 
1980–1989 · 
1990–1999 · 
2000–2009 · 
2010–2019 ·
2020−2029
CC 1999
WK 1930 · 
WK 1950 · 
WK 1994
1926 · 
1927 · 
1927 · 1928 · 1929 · 
1930 · 
1931 · 1932 · 1933 · 1934 · 1935 · 1936 · 1937 · 
1938 · 
1939 · 1940 · 1941 · 1942 · 1943 · 1944 · 
1945 · 
1946 · 
1947 · 
1948 · 
1949 · 
1950 · 
1951 · 1952 · 
1953 · 
1954 · 1955 · 1956 · 
1957 · 
1958 · 
1959 · 
1960 · 
1961 · 
1962 · 
1963 · 
1964 · 
1965 · 
1966 · 
1967 · 
1968 · 
1969 · 
1970 · 
1971 · 
1972 · 
1973 · 
1974 · 
1975 · 
1976 · 
1977 · 
1978 · 
1979 · 
1980 · 
1981 · 
1982 · 
1983 · 
1984 · 
1985 · 
1986 · 
1987 · 
1988 · 
1989 · 
1990 · 
1991 · 
1992 · 
1993 · 
1994 · 
1995 · 
1996 · 
1997 · 
1998 · 
1999 · 
2000 · 
2001 · 
2002 · 
2003 · 
2004 · 
2005 · 
2006 · 
2007 · 
2008 · 
2009 · 
2010 ·
2011 · 
2012 · 
2013 · 
2014 · 
2015 · 
2016 ·
2017 ·
2018 ·
2019 ·
2020 ·
2021 ·
2022 ·
2023 ·
2024
Algerije ·
Andorra ·
Argentinië ·
Brazilië ·
Bulgarije · 
Chili ·
Colombia ·
Costa Rica ·
Cuba ·
Curaçao ·
DDR ·
Duitsland ·
Ecuador ·
Egypte ·
El Salvador ·
Finland ·
Frankrijk ·
Griekenland ·
Guatemala ·
Guyana ·
Haïti ·
Honduras ·
Hongarije ·
Ierland ·
IJsland ·
Irak ·
Iran ·
Jamaica ·
Japan ·
Joegoslavië ·
Kameroen ·
Letland ·
Mexico ·
Myanmar ·
Nicaragua ·
Noord-Korea ·
Oezbekistan ·
Panama ·
Paraguay ·
Peru ·
Polen ·
Portugal ·
Roemenië ·
Rusland ·
Saoedi-Arabië ·
Senegal ·
Servië ·
Slowakije ·
Spanje ·
Trinidad en Tobago ·
Tsjecho-Slowakije ·
Uruguay ·
Venezuela ·
Verenigde Arabische Emiraten ·
Verenigde Staten ·
Zuid-Afrika ·
Zuid-Korea ·
Zwitserland